# Gary Larson
Gary Larson (nascido em 14 de agosto de 1950) é um cartunista estadunidense que criou The Far Side, uma série de desenhos animados de painel único que foi distribuída internacionalmente para mais de 1.900 jornais durante quinze anos. A série terminou com a aposentadoria de Larson em 1º de janeiro de 1995. Em setembro de 2019, seu site aludiu a uma "nova era online do The Far Side". Em 8 de julho de 2020, Larson lançou três novos quadrinhos, os primeiros em 25 anos. Seus vinte e três livros de charges venderam mais de quarenta e cinco milhões de cópias.

## Carreira

### Primeiros trabalhos de desenho
De acordo com Larson em sua antologia de 1989, The Prehistory of The Far Side, ele estava trabalhando em uma loja de música quando tirou alguns dias de folga, depois de finalmente perceber o quanto odiava seu trabalho. Durante esse tempo, ele decidiu tentar fazer charges. Em 1976, ele desenhou seis charges e as submeteu à Pacific Search (posteriormente Pacific Northwest Magazine), uma revista com sede em Seattle. Depois de contribuir para outro jornal local de Seattle, em 1979 Larson submeteu seu trabalho ao The Seattle Times. Sob o título Nature's Way, seu trabalho foi publicado semanalmente junto com o Junior Jumble.

### The Far Side
Durante as férias em São Francisco, ele apresentou seu trabalho ao San Francisco Chronicle e, para sua surpresa, o Chronicle comprou a tira e a promoveu para distribuição, rebatizando-a de The Far Side. Sua primeira aparição no Chronicle foi em 1º de janeiro de 1980. Uma semana depois, o Seattle Times abandonou Nature's Way. Ao contrário de Charles Schulz, que se ressentiu do nome Peanuts imposto por seu editor, Larson não teve tais escrúpulos, dizendo: "Eles poderiam ter chamado isso de Vingança do Povo Abobrinha, pelo que me importava."
The Far Side durou quinze anos, distribuído inicialmente pela Chronicle Features e mais tarde pela Universal Press Syndicate, até que Larson se aposentou com sua última tira publicada em 1º de janeiro de 1995.
A importância de muitas das charges de Larson resultou em uma grande exibição de mais de 400 de seus trabalhos originais na Academia de Ciências da Califórnia em 1985.